# Црвени Кмери
Црвени Кмери (кмерски: Kmae Krɑhɑɑm) су били владајућа политичка партија Камбоџе — којој је променила име у Демократска Кампућија— од 1975. до 1979. године, чији је главни оснивач и вођа био Пол Пот, који је био лидер партије од 1963. до 1981. године. Црвене Кмере неки историчари називају „најкрвавијом и најмрачнијом децом комунизма”, прво због ужасних злочина и геноцида, који су починили над сопственим народом Кмерима, што је коштало око 2 милиона невиних људи њихових живота. За време свог режима опустошили су престоницу Пном Пен, која је била напуштен град духова за време њихове владавине и комунистичког режима, а људе су иселили на Поља смрти у унутрашњости земље и у логоре смрти, где су Кмери били мучени, убијани и умрли од глади. Расејали су и побацали више од милион лешева убијених мушкараца, жена и деце, чији су каснији  костури, лобање и кости као и поцепана стара одећа нађени на њима и по пољима. Неким жртвама, уколико нису имали пиштољ или пушку, Црвени Кмери су бушили лобање оштрим алаткама и оруђем, након чега су текле литре крви. Убијали су и мучили децу, а стотине хиљада људи је сахрањено живо и закопано у земљу. Уништавали су храмове из доба Кмерског царства Ангкор, демолирали, спаљивали куће и зграде у Пном Пену. Камбоџа у том тренутку, када су 1975. године на челу са Полом Потом дошли до власти, није имала владу и стабилну цивилну власт, органе управе и полицију, а војне снаге САД  су извршиле напад на Камбоџу, бацајући бомбе на град Пном Пен, као и по селима на северу и у унутрашњости земље, па им је то одговарало, да попут велике војне хунте спроводе оно што су они називали „револуцијом”. Пол Пот је годинама уназад пре 1975. године имао план у селу на северу Камбоџе, да скупи што већи број младих, чак и малолетних и необразованих сељака, којима је држао предавања и како морају да спроведу револуцију и да ће њихов тренутак доћи. Последице тога су биле језиве и морбидне, а постале су видљиве тек након 1979. године, када су стране организације и новинске агенције са новинарима и фотографима, као и криминолози и стране телевизије затекли ужасне, застрашујуће, одвратне, морбидне призоре који се не могу видети ни на хорор филму. Непријатан мирис лешева, костију, лобања, одеће, старе, изгореле на сунцу, осушене крви, били су такви да су новинари и репортери, која су се нашла на лицу места повраћали, вриштали и падали у несвест од непријатних мириса и костура.
Израз Црвени Кмери је сковао камбоџански шеф државе Нородом Сиханук. Односио се на комунистичке партије у Камбоџи које су прерасле у Комунистичку партију Кампућије (КПК) и касније Партију Демократске Кампућије. Организација је била позната и под именом Кмерска комунистичка партија и Национална армија Демократске Кампућије. Премијер Камбоџе Хун Сен је био у Црвеним Кмерима, своју политичку каријеру је започео у политичкој партији Пола Пота, али је знајући шта он смера и који му је био циљ, побегао у Вијетнам и напустио партију када је имао 21 годину. Његови рођаци су настрадали и били убијени као освета што их је напустио. Црвени Кмери су највише остали упамћени због смрти, како се процењује, око 1,5 милиона људи (процене варирају од 850.000 до 3 милиона) током њихове владавине. Разлози смрти су били смакнућа, умирање од глади и присилни рад. Под окриљем вође Пола Пота, Црвени Кмери су увели радикални облик аграрног комунизма у коме је целокупно становништво било присиљено да ради на колективним фармама или у сличним пројектима присилног рада. Стотине хиљада лобања и других костију жртава је нађено на пољима смрти. Када се погледа број убијених у односу на број становника (процена око 7,5 милиона 1975), ово је био један од најсмртоноснијих режима 20. века. Један од њихових слогана је био: Нема користи задржати те. Уништити те није губитак. Сматра се да су читаве генерације младих људи и њихови животи уништени и нестали, укључујући и некадашње чланове партије Црвених Кмера, који су и сами били убијани, уколико нису слушали наређена да убију, а неки су били послати у озлоглашени затвор S 21, јер би били проглашени за уљезе и издајице и били би мучени и убијани. Процењује се да је више од 100 000 припадника Црвених Кмера било убијено од стране својих „партијских другова”, а они који су живи и преживели, који су променили имена и лична документа и живе на селу, породице су им биле убијене од стране Црвених Кмера.
Идеологија Црвених Кмера је еволуирала временом. У раним данима, то је била ортодоксна комунистичка партија која се угледала на вијетнамске комунисте. Постала је више стаљинистичка и антиинтелектуално настројена када су се групе студената које су студирале у Француској вратиле у Камбоџу. Студенти, укључујући каснијег вођу партије, Пола Пота, су били под јаким утицајем Комунистичке партије Француске. Након 1960, Црвени Кмери су развили сопствене политичке идеје. На пример, за разлику од марксистичке доктрине, Црвени Кмери су сељаке сматрали пролетаријатом и правим представницима радничке класе. До 1970-их, Црвени Кмери су комбиновали своје идеје са антиколонијалистичким идејама КП Француске, са којима су се њене вође упознале током студија на француским универзитетима током педесетих. Вође Црвених Кмера су приватно гајиле врло негативне емоције према ономе шта су видели као арогантан став Вијетнамаца, и решиле су да успоставе облик комунизма различит од вијетнамског модела.
Након четири године владавине, режим Црвених Кмера је уклоњен са власти 1979. након инвазије од стране Социјалистичке Републике Вијетнам. Покрет је опстао до деведесетих као покрет отпора. Оперисао је у западној Камбоџи из база у Тајланду. 1996, након мировног споразума, њихов вођа Пол Пот је званично распустио организацију. Некадашњи чланови Црвених Кмера данас живе повученим животом, уклопили су се у данашње друштво Камбоџе, многи су променили имена и лична документа због велике кривице и срамоте као и због велике и сурове осуде од стране друштва и света. У изјавама и анонимним интервјуима су тврдили да су им мозгови били испрани, да су морали да ураде изврше наређење да убију или ликвидирају, ако не би то исто урадили, били би убијани, што значи да су се чланови партије Црвених Кмера убијали међу собом. У интервјуу који је дао Пол Пот 1997. године, изјавио је да не осећа нимало кривице и није показивао знаке кајања и кривице због смрти 2 милиона људи, свог сопственог народа. Из тог интервјуа, неки су тврдили да Пол Пот или Салот Сар није био ни близу и нимало није био ни свестан тога шта је урадио и колике су биле последице његових идеја и поступака. Тврдио је и правдао се су да његове намере биле најбоље и да је желео добро свом народу, Кмерима, и да он није наредио лично толика убиства, као и да је међу Црвеним Кмерима било Вијетнамаца који су били уљези и убице, а постоје необориви физички докази да је он сам лично убио најмање 500 људи, његових политичких противника и припадника елите које је он презирао и желео лично да им пресуди, укључујући и једна девојка у коју је био заљубљен, тада жена, која га је одбила у младости и удала се за доста богатијег мушкарца из Пном Пена. Пол Пот је умро 15. априла, 1998, у беди и немаштини са другом женом и ћерком у малом селу близу Тајланда, његово тело је било спаљено, не суочивши се са судом.

## Идеологија

### Утицај комунистичке мисли
Идеологију покрета обликовала је борба за власт током 1976. године у којој је такозвани Партијски центар предвођен Пол Потом поразио друге регионалне елементе свог руководства. Идеологија Партијског центра комбиновала је елементе комунизма са изразито ксенофобичним обликом кмерског национализма. Делимично због његове тајновитости и промена у начину на који се представљао, академска тумачења његове политичке позиције увелико варирају,‍:25 у распону од тумачења као „најчистијег“ марксистичко-лењинистичког покрета до окарактерисања као антимарксистичке „сељачке револуције“.‍:26 Прво тумачење критиковао је историчар Бен Кирнан, који тврди да оно долази из „погодне антикомунистичке перспективе“.‍:26 Њене вође и теоретичари, од којих је већина била са изложен изразито стаљинистичким погледима Француске комунистичке партије током 1950-их,‍:249 развили су карактеристичну и еклектичну „постлењинистичку“ идеологију која се ослањала на елементе стаљинизма, маоизма и постколонијалне теорије Франца Фанона.‍:244 Почетком 1970-их, Црвени Кмери су гледали на модел Албаније Енвера Хоџе за који су веровали да је најнапреднија комунистичка држава која је тада постојала.‍:25
Многе карактеристике режима — као што је фокус на сељаштво, а не на урбани пролетаријат као бедем револуције, његов нагласак на иницијативама типа Великог скока напред, његова жеља да укине лични интерес за људско понашање, промоција заједничког живота и прехране, и његов фокус на перципираном здравом разуму у односу на техничко знање — изгледа да је био под јаким утицајем маоистичке идеологије;‍:244 међутим, Црвени Кмери су ове карактеристике испољили у екстремнијем облику.‍:244 Поред тога, не-Кмери, који су чинили значајан део наводно фаворизованог сегмента сељаштва, били су издвојени због своје расе.‍:26 Према Бену Кирнану, ово није била „ни комунистичка пролетерска револуција која је привилеговала радничку класу, нити сељачка револуција која је фаворизовала све пољопривреднике.”‍:26
Док је ЦПК себе описивала као „комунистичку државу број 1“ када је била на власти,‍:25 неки комунистички режими, као што је Вијетнам, видели су је као маоистичко одступање од ортодоксног марксизма.‍:26 Према ауторки Ребеки Гидли, Црвени Кмери су „скоро одмах погрешили спроводећи маоистичку доктрину уместо да прате марксистичко-лењинистичке рецепте.“ Веровање маоиста и Црвених Кмера да људска воља може да превазиђе материјалне и историјске услове било је у великој супротности са основама марксизма, који је наглашавао историјски материјализам и идеју историје као неизбежну прогресију ка комунизму.‍:27 Године 1981, након Камбоџанско-вијетнамског рата, у покушају да добију страну подршку, Црвени Кмери су се званично одрекли комунизма.

### Геноцид
- Gittings, John; Tran, Mark (21. 1. 1999). „Pol Pot 'killed himself with drugs'” [Пол Пот се је убио дрогама]. The Guardian. Архивирано из оригинала 19. 12. 2024. г.

- Khmer Rouge and the Cambodian Genocide from the Dean Peter Krogh Foreign Affairs Digital Archives
- Yale University: Cambodian Genocide Program
- Digital Archive of Cambodian Holocaust Survivors Архивирано на веб-сајту  (16. март 2012)
- PBS Frontline/World: Pol Pot's Shadow
- Survivor of the killing fields describes her experience from the Deacon of Death
- Cambodia Tales: Khmer Rouge torture and killing paintings
- Khmer Rouge Tribunal Updates from Genocide Watch
- „Genocide of Cham Muslims”. Архивирано из оригинала 04. 09. 2011. г. Приступљено 02. 10. 2022.
- „Prosecuting starvation at the Extraordinary Chambers in the Courts of Cambodia”. Архивирано из оригинала 18. 11. 2014. г. Приступљено 02. 10. 2022.
- A Search For Justice by the Women Forced to Marry Strangers
- „State Violence in Democratic Kampuchea (1975–1979) and Retribution (1979–2004)” (PDF). Архивирано из оригинала (PDF) 30. 10. 2013. г. Приступљено 02. 10. 2022.

### Некатегорисано
- Documentation Center of Cambodia. Retrieved 6 February 2005.